# Multiplicity
Multiplicity is een komische film uit 1996, met hoofdrollen voor Michael Keaton en Andie MacDowell. Harold Ramis had de regie in handen.

## Verhaal
Doug Kinney (Michael Keaton) werkt in de bouw in Los Angeles, maar zijn job vergt een zware tol van zijn familieleven. Bij de bouw van een nieuwe vleugel voor een wetenschappelijk instituut ontmoet hij Dr. Leeds (Harris Yulin), een vriendelijke wetenschapper die net een methode gevonden heeft om met succes mensen te klonen. Als bewijs krijgt Doug een kloon van Dr. Leeds te zien. Dr. Leeds wil Doug helpen, en zorgt ervoor dat hij een kloon krijgt die zijn werk kan overnemen, zodat hij zelf tijd vrij krijgt voor zijn familie.
De kloon, "Twee" genaamd (maar hij noemt zichzelf Lance), heeft Dougs herinneringen en kennis, maar is meer macho. Hoewel het eerst lijkt of Dougs dromen uitgekomen zijn, ontstaan er snel problemen. Als Doug op restaurant gaat met zijn vrouw Laura (Andie MacDowell) blijkt dat Twee zelf een date heeft. Doug begint zich zorgen te maken dat zijn geheim uitkomt.
Uiteindelijk worden er nog twee klonen bijgemaakt. "Drie" (die zichzelf Rico noemt) is in tegenstelling tot Twee erg gevoelig en attent. Hij is meer het huishoudelijke type, kan zeer goed koken en het huis beredderen. "Vier" (die Lenny genoemd wordt) is een kloon van Twee, en gedraagt zich meer als een nieuwsgierig kind. Helaas blijkt dat een kloon van een kloon merkbaar dommer is dan zijn voorgangers, omdat persoonlijke foutjes meer naar voor komen bij het klonen. Doug eist dat er geen klonen meer mogen gemaakt worden.
Op een nacht gaat Doug op zakenreis, en terwijl hij weg is komen de klonen beurtelings Laura tegen en elk van hen slaapt met haar. 's Anderendaags heeft Twee een verkoudheid en hij kan niet gaan werken, dus stuurt hij Drie maar op. Drie kent echter niets van het bouwvak. Hij slaagt erin een inspecteur op de zenuwen te werken, wat ertoe leidt dat hij Dougs job verliest.
Dougs vrouw raakt meer en meer geïrriteerd door haar man, door zijn persoonlijkheidswisselingen en doordat de klonen niets afweten van elkaars discussies met haar. Uiteindelijk neemt ze de kinderen mee en ze gaat weer bij haar ouders wonen. Wanneer Doug terugkomt verneemt hij dat zijn vrouw en kinderen weg zijn, dat hij zijn job kwijt is, en dat de drie klonen elk met Laura naar bed geweest zijn.
Om Laura terug te winnen richt hij het huis opnieuw in zoals hij het haar al lang beloofd had, en dit overtuigt haar. Doug vertelt haar ook dat hij zijn eigen bedrijf wil beginnen. Als de klonen beseffen dat Doug nu zichzelf kan redden, vertrekken ze. Later hoort Doug dat ze samen een pizzabedrijf opgericht hebben in Miami.

## Cast
| Acteur             | Personage              |
| ------------------ | ---------------------- |
| Michael Keaton     | Doug Kinney (Steve)    |
| Michael Keaton     | Doug Kinney #2 (Lance) |
| Michael Keaton     | Doug Kinney #3 (Rico)  |
| Michael Keaton     | Doug Kinney #4 (Lenny) |
| Andie MacDowell    | Laura Kinney           |
| Zack Duhame        | Zack Kinney            |
| Katie Schlossberg  | Jennifer Kinney        |
| Harris Yulin       | Dr. Leeds              |
| Richard Masur      | Del King               |
| Eugene Levy        | Vic                    |
| Ann Cusack         | Noreen                 |
| John de Lancie     | Ted                    |
| Judith Kahan       | Franny                 |
| Brian Doyle-Murray | Walt                   |
| Obba Babatundé     | Paul                   |
| Julie Bowen        | Robin                  |
| Dawn Maxey         | Beth                   |
| Kari Coleman       | Patti                  |